# Tour de France 2018/15. Etappe
Die 15. Etappe der Tour de France 2018 führte am 22. Juli 2018 über 181,5 Kilometer von Millau nach Carcassonne.
Nach 9 Kilometern wurde an der Côte de Luzencon eine Bergwertung der 3. Kategorie abgenommen. Es folgte nach 65,5 Kilometern der Col de Sié, eine Bergwertung der 2. Kategorie mit 4,9 % Durchschnittssteigung auf 10,2 Kilometern. Nach dem Zwischensprint bei Kilometer 121,5 stieg die Straße zur Bergwertung der 1. Kategorie, dem Pic de Nore bei 140 Kilometern (6,3 Prozent Durchschnittssteigung auf 12,3 Kilometern).
Etappensieger wurde Magnus Cort Nielsen (Astana Pro Team) im Spurt einer dreiköpfigen Spitzengruppe vor Ion Izagirre (Bahrain-Merida) und Bauke Mollema (Trek-Segafredo).
Die 26 ersten Fahrer des Tagesklassements waren Teil einer 29-köpfigen Spitzengruppe, die sich erst nach 47,5 Kilometern bildete. Zunächst setzte sich Lilian Calmejane aus dieser Gruppe ab und gewann die Bergwertung am Col de Sié, bevor er sich 100 Kilometer vor dem Ziel zurückfallen ließ. Dann griffen Julien Bernard und Fabien Grellier an und belegten am Zwischensprint die Plätze 1 und 2 vor dem Träger des Grünen Trikots Peter Sagan, der den Spurt der Verfolger gewann. Im Anstieg zum Pic de Nore attackierte Rafał Majka und überholte die beiden Ausreißer, wurde aber seinerseits 15 Kilometer vor dem Ziel von Mollema, Cort Nielsen, Ion Izagirre, Domenico Pozzovivo, Calmejane, Toms Skujiņš sowie Michael Valgren eingeholt. Majka erhielt die Rote Rückennummer des Tages. Die doppelt vertretenen Mannschaften Trek-Segafredo (Mollema und Skujins), Astana Pro Team (Cort Nilesen und Valgren) sowie Bahrain-Merida (Izagirre und Pozzovivo) nutzten ihre zahlenmäßige Überlegenheit, so dass sich die drei ersten fünf Kilometer vor dem Ziel absetzen konnten. In der zweiten Verfolgergruppe stürzte Serge Pauwels im Zielbereich infolge eines durch Damien Howson verursachten Sturzes und brach sich den Ellenbogen.
Die Gruppe um das Gelbe Trikot Geraint Thomas und den anderen Favoriten, aus der der Gesamtzehnte Daniel Martin am Pic de Nore attackierte, aber in der Abfahrt wieder gestellt wurde, erreichte das Etappenziel mit einem Rückstand von 13:11 Minuten.
Gianni Moscon, Teamkollege der beiden Erstplatzierten Geraint Thomas und Chris Froome (Team Sky), wurde aufgrund eines Videobeweises nach Ende der Etappe disqualifiziert, da er während eines Positionskampfes kurz nach dem Start Élie Gesbert geschlagen hatte.